# (7203) Sigeki
(7203) Sigeki est un astéroïde de la ceinture principale.

## Description
(7203) Sigeki est un astéroïde de la ceinture principale. Il fut découvert le 27 février 1995 à Kiyosato par Satoru Ōtomo. Il présente une orbite caractérisée par un demi-grand axe de 2,44 UA, une excentricité de 0,16 et une inclinaison de 2,6° par rapport à l'écliptique.

## Compléments